# 1981 год в спорте
Список 1981 год в спорте описывает спортивные события, произошедшие в 1981 году.

## СССР
- Чемпионат СССР по волейболу среди женщин 1980/1981;
- Чемпионат СССР по волейболу среди мужчин 1980/1981;
- Чемпионат СССР по классической борьбе 1981;
- Чемпионат СССР по международным шашкам среди женщин 1981;
- Чемпионат СССР по хоккею с мячом 1980/1981;
- Первенство СССР между командами союзных республик по шахматам 1981;
- Создан баскетбольный клуб «Енисей»;

### Футбол
- Кубок СССР по футболу 1981;
- Чемпионат Латвийской ССР по футболу 1981;
- Чемпионат СССР по футболу 1981;
- Созданы клубы:
  - «Азнавур»;
  - «Жетысу»;
  - КАМАЗ;
  - «Шахтёр» (Макеевка);

### Хоккей с шайбой
- Чемпионат СССР по хоккею с шайбой 1980/1981;
- Чемпионат СССР по хоккею с шайбой 1981/1982;

### Шахматы
- Чемпионат СССР по шахматам 1980/1981;
- Чемпионат СССР по шахматам 1981;
- Личный чемпионат СССР по шахматной композиции 1981;

## Международные события
- Зимняя Универсиада 1981;
- Летняя Универсиада 1981;
- Чемпионат Европы по бейсболу 1981;
- Чемпионат Европы по боксу 1981;
- Чемпионат Европы по фигурному катанию 1981;

### Чемпионаты мира
- Чемпионат мира по биатлону 1981;
- Чемпионат мира по конькобежному спорту в классическом многоборье 1981;
- Чемпионат мира по конькобежному спорту в классическом многоборье среди женщин 1981;
- Чемпионат мира по фигурному катанию 1981;
- Чемпионат мира по хоккею с мячом 1981;
- Чемпионат мира по художественной гимнастике 1981;
- Чемпионат мира по международным шашкам среди женщин 1981;

### Баскетбол
- Кубок чемпионов ФИБА 1980/1981;
- Кубок чемпионов ФИБА 1981/1982;
- Чемпионат Европы по баскетболу 1981;

### Волейбол
- Кубок европейских чемпионов по волейболу среди женщин 1980/1981;
- Кубок европейских чемпионов по волейболу среди женщин 1981/1982;
- Чемпионат Европы по волейболу среди женщин 1981;
- Чемпионат Европы по волейболу среди женщин 1981 (квалификация);
- Чемпионат Европы по волейболу среди мужчин 1981;
- Чемпионат Европы по волейболу среди мужчин 1981 (квалификация);
- Чемпионат Северной, Центральной Америки и Карибского бассейна по волейболу среди женщин 1981;
- Чемпионат Северной, Центральной Америки и Карибского бассейна по волейболу среди мужчин 1981;
- Чемпионат Южной Америки по волейболу среди женщин 1981;
- Чемпионат Южной Америки по волейболу среди мужчин 1981;

### Снукер
- Jameson International 1981;
- Yamaha Organs Trophy 1981;
- Мастерс 1981;
- Официальный рейтинг снукеристов на сезон 1980/1981;
- Официальный рейтинг снукеристов на сезон 1981/1982;
- Чемпионат Великобритании по снукеру 1981;
- Чемпионат мира по снукеру 1981;

### Футбол
- Матчи сборной СССР по футболу 1981;
- Кубок европейских чемпионов 1980/1981;
- Кубок европейских чемпионов 1981/1982;
- Кубок Либертадорес 1981;
- Кубок обладателей кубков УЕФА 1981/1982;
- Кубок чемпионов КОНКАКАФ 1981;
- Кубок обладателей кубков УЕФА 1980/1981;
- Кубок обладателей кубков УЕФА 1981/1982;
- Международный футбольный кубок 1981;
- Финал Кубка европейских чемпионов 1981;
- Финал Кубка обладателей кубков УЕФА 1981;
- Золотой кубок чемпионов мира по футболу

### Хоккей с шайбой
- Драфт НХЛ 1981;
- Кубок Канады 1981;
- Матч всех звёзд НХЛ 1981;
- НХЛ в сезоне 1980/1981;
- НХЛ в сезоне 1981/1982;
- Чемпионат мира по хоккею с шайбой 1981;

### Шахматы
- Баден-Баден 1981;
- Матч за звание чемпиона мира по шахматам 1981;
- Матч за звание чемпионки мира по шахматам 1981;
- Матчи претендентов 1980/1981;
- Матчи претенденток 1980/1981;
- Первенство СССР между командами союзных республик по шахматам 1981;

## Моторные виды спорта
- Формула-1 в сезоне 1981;
- Ралли Дакар 1981;
- Чемпионат мира по ралли 1981;

## Персоналии

### Родились
- Лорсанов, Ибрагим Завалуевич — специалист по многим видам единоборств, чемпион Азербайджана, России, Европы и мира, Заслуженный мастер спорта России;
- 10 февраля — Межидов, Саламу Султанович, российский дзюдоист.